# Hercostomus ulrichi
Hercostomus ulrichi är en tvåvingeart som beskrevs av Yang 1996. Hercostomus ulrichi ingår i släktet Hercostomus och familjen styltflugor.
Artens utbredningsområde är Sichuan (Kina). Inga underarter finns listade i Catalogue of Life.